# Banda di Introdacqua
La Banda di Introdacqua è stata la banda musicale della città di Introdacqua, nata ufficialmente nel 1865.

## Storia

### Origini
Non ci sono delle prove concrete riguardo alla nascita della banda, ma un libro intitolato "Libro degli Introiti e delle Spese" , precisamente a pagina 37, recita: "Addì 3 dicembre 1770 paga alla Musica per la festa della Concezione: la sera della vigilia ducati 0,15; il giorno della festa ducati 0,90". Però sia per organico che per repertorio, era diversa dal tipo di banda che dal XIX° secolo si diffonderà nel Meridione, sia perché gli strumenti dell'epoca erano diversi, sia perché l'organico oltre a non avere degli strumentisti di ruolo, e quindi si alternavano nell'utilizzare uno strumento o l'altro, andava circa dai 4 ai 15 componenti. Tale formazione era nota localmente col nome "panzarèllə".
Dunque il primo nucleo musicale non dovrebbe andare oltre il XVIII° secolo.

### La Grande Banda di Introdacqua
Dai documenti risalenti al XVIII° secolo non si hanno notizie certe della Banda finché non arriva la primavera del 1920, nella quale la Banda vinse il Gran Premio Medaglia d'Argento al 1° Convengo Nazionale Bandistico indetto dall'Associazione della Stampa periodica Italiana. La Banda partecipò anche al 2º Convegno Nazionale Bandistico per i giorni 15-17 ottobre 1922, svoltosi nell'Augusteo di Roma, confrontandosi con altre 14 bande musicali italiane e riuscendo a vincere la Coppa d'Argento. In seguito al Convegno la Banda seguì delle tournée fra Marche e Umbria.
Nel 1949 le fu affidata la colonna sonora del film Signorinella.

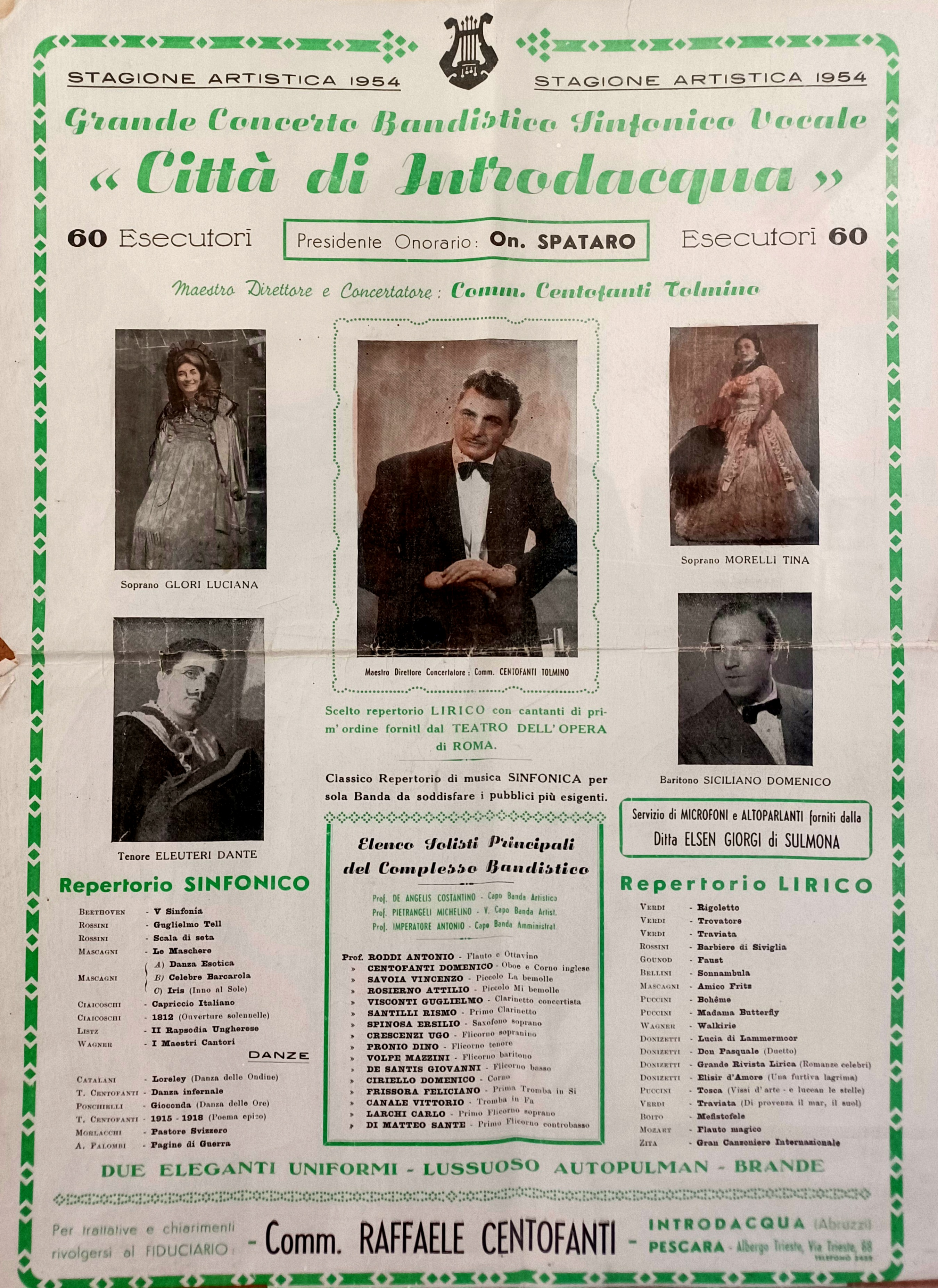
Manifesto della stagione artistica 1954

#### L'introduzione del lirico
Negli anni '50 del '900 la Banda andò sotto la direzione di Tolmino Centofanti (1916-1985), trombonista e studente di composizione con Baronio, Palombi, Orsomando e Di Rienzo, autore di brani folcloristici, e di brani originali per banda come Suite Abruzzese, e la marcia sinfonica Parata di Maschere.
Sotto la sua direzione la Banda si presentò col nome di Grande Concerto Bandistico Sinfonico Vocale, presentando per la prima volta concerti con cantanti lirici: 2 soprani, 2 contralti, 2 tenori e un baritono, tutti prelevati dal Teatro dell'Opera di Roma, esibendosi con microfoni e accompagnati dai solisti strumentali.

#### La scuola musicale
La prima scuola musicale venne istituita nel 1911 da Panfilo Susi. 
Il Metodo utilizzato fino all'arrivo del Corso di Orientamento negli anni '50 del '900, ossia una vera e propria scuola musicale autorizzata dal Ministero, della durata di tre anni e che rilasciava un diploma, era gestito dal Maestro della Banda, il quale insegnava la teoria musicale agli allievi procedendo con un esame anatomo-fisiologico per rilevare le capacità respiratorie polmonari, la convessità del palato e la possibilità di tensione dell'orbicolare del labbro. In seguito a tali esami si sarebbe scelto lo strumento per l'allievo.

### La scissione
Tra il 1973 e il 1974 la Banda si divise in due formazioni distinte, gestite da due diversi impresari, fin quando nel 1981 nacque il C.B.C.I. (Complesso Bandistico Città di Introdacqua) e nel 1986 l'A.C.M.I. (Associazione Circolo Musicale Introdacqua).
Nel 2009 il C.B.C.I. si esibisce sul palco del 1 maggio.

## La marcia sinfonica
Il Maestro Gesualdo Coggi, noto per aver diretto molte bande ma soprattutto per aver composto marce sinfoniche e scherzi marciabili, presentò nel 1961 la marcia sinfonica "Introdacqua", anno in cui diresse la Banda di Introdacqua.
Presentò questa marcia al Concorso Nazionale di Lettomanoppello, vincendo il 1º Premio.